# Козацький край

«Козацький край» — міжрегіональна газета для України, Подоння, Північного Кавказу (включно Кубань). Заснована у 1993 р. у м. Донецьк. Виходила у 1993—1996 рр. Обсяг — 8-4 сторінок формату А3. Разовий наклад 3-2 тисячі. Частота видання — 1 раз на місяць.

## Історія
Проєкт газети опрацьований у Донецькому обласному Товаристві української мови (ДТУМ) у 1993 р. і
реалізований як додаток до газети «Східний часопис». Ідея проєкту, яка належала проф. В. С. Білецькому — створення єдиної газети для тих регіонів України, Кубані, Подоння і Північного Кавказу, у яких до сьогодні ще сильні традиції козацтва. Статті друкувалися мовою, якою писали автори (українською, російською, кубанською «козацькою говіркою» — «балачкою»). Газета мала не політичне, а радше культурологічне, просвітницьке обличчя. Розповсюдження здійснювалося через мережу громадських розповсюджувачів у зазначених регіонах та з підпискою газети «Східний часопис».
- Редакційна колегія: Микола Тищенко (в.о. редактора «Східного часопису»), Микола Тернавський (голова «Товариства української культури Кубані» (ТУКК), Станіслав Бліднов (Донецьк, технічне забезпечення), Володимир Білецький (редактор перших 6-ти випусків).

- Підтримка проєкту. Проєкт на урядовому рівні підтримав Міністр у справах національностей і міграцій Олександр Ємець.

- Оцінка проєкту журналістами. Відомий донецький журналіст Володимир Ільїн розцінив газету «Козацький край» як

| “ідеологічний прорив України у Росію, у свідомість людини на Сході України, на Кубані, де вона сама для себе була і є значною мірою “терра інкогніта””. |

## Резонансні проєкти-аналоги
- У 1999 р. громадський науково-освітній центр «Можливість» (Донецьк) на деякий час відродив газету «Козацький край», але вона вже вміщувала матеріали переважно про донецьке козацтво, зокрема козацьку організацію «Кальміуська паланка».

- З 2004 р. у Донецьку регулярно (один раз на місяць) видається аналог «Козацького краю» — газета українського реєстрового козацтва «Україна козацька» (редактор Світлана Чорна), яка висвітлює як сьогоденну, так і історичну козацьку тематику, і є, по суті, культурологічним, історико-освітнім і громадським виданням.

- Ще один проєкт — одноіменна газета Козацький край — всеукраїнська незалежна газета 2011 року та однойменне українське інтернет-видання[1].